# Sofapaka FC
El Sofapaka Football Club es un equipo de fútbol de Kenia que participa en la Liga keniana de fútbol, la liga de fútbol más importante del país.

## Historia
Fue fundado en el año 2004 en la capital Nairobi y su nombre significa todos ustedes y su familia deben unirse a declarar en el idioma Kiswahili.
Se originó por integrantes del M.A.O.S Ministries, equipo fundado en el año 2002 para formar parte en las competiciones inter-iglesias. Elly Mboni Kalekwa creó al equipo en el 2004 y lo inscribió en la Liga keniana de fútbol.

## Palmarés
- Liga keniana de fútbol: 1

2009.
- Copa Presidente de Kenia: 2

2007, 2010.
- Super Copa de Kenia: 2

2009, 2010

## Participación en competiciones de la CAF
| Temporada | Torneo                       | Ronda      | Club              | Casa | Visita | Global      |
| --------- | ---------------------------- | ---------- | ----------------- | ---- | ------ | ----------- |
| 2010      | Liga de Campeones de la CAF  | Preliminar | Ismaily SC        | 0-0  | 0-2    | 0-2         |
| 2011      | Copa Confederación de la CAF | Preliminar | AS Aviação        | 0-0  | 0-0    | 0-0 (5-4 p) |
| 2011      | Copa Confederación de la CAF | 1          | Ismaily SC        | 4-0  | 0-2    | 4-2         |
| 2011      | Copa Confederación de la CAF | 2          | Saint Eloi Lupopo | 1-0  | 1-2    | 2-2 (a)     |
| 2011      | Copa Confederación de la CAF | 3          | Club Africain     | 3-1  | 0-3    | 3-4         |
| 2015      | Copa Confederación de la CAF | Preliminar | FC Platinum       | 1-2  | 1-2    | 2-4         |